# Challenger WTA de Oeiras 2024
El Oeiras Ladies Open 2024 fue un torneo de tenis profesional jugado en canchas de tierra batida al aire libre. Se trató de la 4.ª edición del torneo que formó parte de los Torneos WTA 125s en 2024. Se llevó a cabo en Oeiras, Portugal, entre el 15 al 21 de abril de 2024.

## Cabezas de serie

### Individuales
| Tenista          | Ranking | Preclasificada |
| Bernarda Pera    | 82      | 1              |
| Rebeka Masarova  | 83      | 2              |
| María Carlé      | 84      | 3              |
| Clara Tauson     | 87      | 4              |
| Harriet Dart     | 88      | 5              |
| Zhuoxuan Bai     | 92      | 6              |
| Renata Zarazúa   | 100     | 7              |
| Rebecca Šramková | 117     | 8              |
| Emiliana Arango  | 122     | 9              |

- Ranking del 8 de abril de 2024.

### Dobles
| Tenista                            | Ranking | Preclasificada |
| Miriam Kolodziejová Anna Sisková   | 149     | 1              |
| Harriet Dart Kristina Mladenovic   | 186     | 2              |
| Luksika Kumkhum Peangtarn Plipuech | 244     | 3              |
| Alicia Barnett Freya Christie      | 247     | 4              |

## Campeonas

### Individuales femeninos
Suzan Lamens venció a  Clara Tauson por 6–4, 5–7, 6–4

### Dobles femenino
Francisca Jorge /  Matilde Jorge vencieron a  Harriet Dart /  Kristina Mladenovic por 6–0, 6–4